# Den nya tiden
Den nya tiden är en svensk dokumentärfilm från 2010 i regi av Peter Magnusson. Filmen skildrar livskvalitet och ställer frågan vad något sådant kan innebära. Filmen visar intervjuer med olika människor som lever sina liv på olika sätt.
Filmen spelades in med Magnusson som fotograf och klippare och Helen Ahlsson som producent. Den premiärvisades 31 januari 2010 på Göteborgs filmfestival och hade biopremiär 21 maj samma år. Den 15 december 2010 utgavs den på DVD och den har även visats av Sveriges Television vid fyra tillfällen under 2010 och 2011.
Kommunalarbetaren gav filmen betyget 3/5 och Svenska Dagbladet 4/6.